# برايان هيوز
برايان هيوز (بالإنجليزية: Brian Hughes)‏ (20 يونيو 1937 بسوانزي في المملكة المتحدة - ) هو لاعب كرة قدم بريطاني في مركز الدفاع. شارك مع منتخب ويلز تحت 21 سنة لكرة القدم. أما مع النوادي، فقد لعب مع سوانزي سيتي وأتلانتا تشيفز ونادي غلوستر سيتي.

## وصلات خارجية
- برايان هيوز على موقع عالم كرة القدم.نت (الإنجليزية)